# Joaquima Guasch i Calzada
Joaquima Guasch i Calzada (Parets del Vallès, 16 d'octubre de 1926 - Mataró, 1 d'octubre de 2016) fou una poetessa catalana. Va escriure i recitar poesies en diferents concursos i va estar guardonada en diverses ocasions. Va participar i va ser membre fundadora del grup de poesia Niu d'Art Poètic i cantaire del cor Art i Unió de Parets. També va col·laborar en el documental "El Llegat de la Paraula".

## Biografia[calcitació]
Era la filla dels campaners de Parets, Esteve Guasch i la seva esposa, Maria Calzada. També era coneguda com la «Quima de Can Pau Moragues», ja que va néixer en aquella casa. Era una persona molt vinculada amb el teixit associatiu del poble de Parets del Vallès i que coneixia amb precisió i detall la història local dels darrers anys, motiu pel qual va ser entrevistada diverses vegades per la ràdio local RAP 107, la televisió Vallès Visió i la publicació Parietes. A la majoria de publicacions locals de Parets del Vallès de les darrers dècades va aportat gran quantitat d'informació oral. Era una persona sempre disposada a col·laborar amb tot el que se li demanés. Va ser una dona autodidacta i amb gran neguit per aprendre.
Va estudiar la primària en l'època republicana en català, amb uns models d'ensenyament molt avançats. Durant la Guerra Civil va tenir de professor en Joan Manuel de Imbert. Aquest mestre també era capellà i va causar una gran impressió a Parets. Un cop va deixar l'escola, en plena postguerra, va treballar en una vaqueria del Poble Nou de la ciutat comtal. El dia 23 de gener de 1951 es va casar amb en Joan Cortés Roca a l'església de Sant Esteve de Parets. El seu antic mestre, el pare Joan, els va casar. Va treballar com a carnissera a l'establiment de Parets, propietat de l'oncle del seu marit. En el seu temps de lleure llegia molta poesia, i de mica en mica i de manera autodidacta va aprendre a compondre les seves poesies. Era una persona de fe cristiana, va participar amb la parròquia de Sant Esteve de Parets durant tota la seva vida, fins que va anar a viure a Mataró.

## Obra
Després de molts anys component i recitant poemes, es va decidir a fer una recopilació de totes les seves poesies en el llibre La meva història de records i pensaments. El llibre està ordenat en nou apartats, una gran part de les poesies d'aquestes seccions estan dedicades a persones o a temes locals, i les d'una altra part, més petita, fan al·lusió a la terra catalana. Comença amb un conjunt de poesies que fan referència a l'amor i els sentiments; després continua amb la seva vida més intima i propera, el seu entorn familiar; els últims apartats parlen del Vallès Oriental. També dedica uns versos al Nadal i als Jocs Florals. Les seves poesies contenen un profund humanisme i misticisme. Utilitza un llenguatge planer i retrata molts dels seus familiars, amics i persones que han viscut en l'entorn paretà. Escriu sobre qualitats d'aquests homes i dones que amb la seva delicadesa mostra i fa adonar al lector de virtuts que no hauria estat capaç de descobrir. Amb la seva sensibilitat ha ajudat a fer conèixer aquestes peculiaritats.
Com a membre del grup de poesia Niu d'art Poètic va participar en els seus concursos com a poetessa i, com a rapsode, va recitar poemes dels poetes catalans més il·lustres, com Jacint Verdaguer, Miquel Martí i Pol o Joan Maragall.
L'any 1980, amb la fundació de Ràdio Parets Rap107, va ser una de les persones que van col·laborar en les primeres emissions, recitant els seus poemes perquè la gent del poble tingues una mica més de cultura poètica.

## Poesia
- La meva història de records i pensaments (Editorial Rourich, 2009).[15]